# أندريه بيكار
أندريه بيكار (بالفرنسية: André Picard)‏ هو مجدف فرنسي، ولد في 23 يناير 1951.

## وصلات خارجية
- أندريه بيكار على موقع الاتحاد الدولي للتجديف (الإنجليزية)